# Bjarki Már Elísson
Bjarki Már Elísson, född 16 maj 1990, är en isländsk handbollsspelare som spelar för Telekom Veszprém och det isländska landslaget. Han är högerhänt och spelar som vänstersexa.